# Estação Deportivo
A Estação Deportivo é uma das estações do Trem Urbano de San Juan, situada em Bayamón, entre a Estação Jardines e a Estação Bayamón. É administrada pela Alternate Concepts Inc..
Foi inaugurada em 17 de dezembro de 2004. Localiza-se na Rua Estadio. Atende o bairro de Juan Sánchez.
A estação recebeu esse nome por estar situada em frente ao Estádio Juan Ramón Loubriel, inaugurado em 1974 e remodelado em 2003. O estádio, com capacidade para 12.500 espectadores, é atualmente a casa do Bayamón Football Club.